# Guerra dos editores
A rivalidade entre os utilizadores dos editores de texto de licença livre vi e Emacs é conhecida como a guerra dos editores ou guerra santa dos editores. Esta rivalidade tornou-se uma parte permanente da cultura hacker e da comunidade de software livre.
Muitas discussões na Internet têm sido travadas entre grupos que defendem os méritos de um ou outro editor. Ao contrário das “batalhas” relacionadas com sistemas operativos, linguagens de programação e mesmo com o estilo de indentação do código fonte, a escolha do editor de texto não afecta normalmente ninguém a não ser o próprio utilizador.
o programador estadunidense Richard Stallman, também criador de Emacs, fez uma referencia a esta disputa como o personagem San Ignucio em um monólogo humorístico